# José Ruíz Matos
José Ruíz Matos (* 24. Oktober 1966 in Trujillo Alto; † 28. Februar 1997 in San Juan) war ein Profiboxer aus Puerto Rico und Weltmeister der WBO im Superfliegengewicht.

## Boxkarriere
Er begann seine Profikarriere 1984 im Alter von 17 Jahren und gewann 12 seiner ersten 14 Kämpfe. Seine beiden Niederlagen erlitt er nur knapp nach Punkten gegen den späteren US-Meister Pedro José Feliciano und den späteren WBO-Weltmeister José de Jesús. Feliciano konnte er jedoch in zwei Rückkämpfen besiegen. Im Juli 1988 bezwang er zudem den ehemaligen WBC-Weltmeister Prudencio Cardona.
Am 29. April 1989 gewann er den WBO-Weltmeistertitel im Superfliegengewicht durch einstimmigen Punktesieg gegen Ex-WBC-Weltmeister Bebis Rojas. Jedoch gehörte die WBO damals noch nicht zu den bedeutenden Verbänden. Er wurde damit der erste WBO-Titelträger dieser Gewichtsklasse. Spektakulär wurde seine erste Titelverteidigung weniger als fünf Monate später gegen Juan Carazo, als er bereits in der ersten Runde durch K. o. gewann. Eine weitere Titelverteidigung gewann er im Oktober 1989 durch K. o. in der zwölften Runde gegen Ángel Rosario.
Auch gegen Wilfredo Vargas und Armando Velasco konnte er seinen Titel erfolgreich verteidigen. Erst am 22. Februar 1992 verlor er seinen Titel durch eine Punktniederlage an José Quirino. Am 11. Juli 1992 bestritt er seinen letzten Boxkampf; er verlor beim Kampf um die IBF-Weltmeisterschaft knapp nach Punkten gegen Robert Quiroga.

## Tod
José Ruíz Matos hatte Kontakte zu einer kriminellen Vereinigung, die Jahre nach seinem Tod nach dem RICO-Act verurteilt wurde. Am 28. Februar 1997 wurde er von einem Mitglied der Gruppe von zu Hause abgeholt und nur wenige Meilen entfernt erschossen. Seine Leiche wurde am nächsten Tag aufgefunden. 
Der Täter wurde erst am 25. Mai 2000 verhaftet und des Mordes schuldig gesprochen. Über die Hintergründe des Verbrechens gibt es unterschiedliche Auffassungen. Die Polizei glaubt, dass er zum Schweigen gebracht werden sollte, da er über einen bevorstehenden Raubüberfall Bescheid wusste, sich an diesem jedoch nicht beteiligen wollte.
| Vorgänger          | Amt                                                                           | Nachfolger   |
| ------------------ | ----------------------------------------------------------------------------- | ------------ |
| Erster Titelträger | Boxweltmeister im Superfliegengewicht (WBO) 29. April 1989 – 22. Februar 1992 | José Quirino |